# Alexander Kotov
Alexander Alexandrowitsch Kotov (em russo, Александр Александрович Котов) (Tula, Rússia, 12 de agosto de 1913 — 8 de janeiro de 1981) foi um grande mestre e autor do xadrez soviético. Ele foi um campeão de xadrez soviético, um candidato ao título mundial por duas vezes e um escritor prolífico no assunto do xadrez. Kotov serviu em altos cargos na Federação Soviética de Xadrez e escreveu a maioria de seus livros durante a Guerra Fria. A importância e amplitude do trabalho de Kotov o colocam entre os maiores de todos os tempos neste campo.

## Juventude
Kotov nasceu em Tula, que fazia parte do Império Russo, em uma grande família da classe trabalhadora. Ele se mudou para Moscou em 1939 para estudar engenharia, e durante esse tempo estudou muito xadrez.

## Carreira no xadrez
Embora mais lembrado hoje como autor, Kotov também teve uma série de bons resultados como jogador. Um de seus melhores resultados iniciais foi o segundo lugar no Campeonato da URSS de 1939, no qual ele perdeu para Mikhail Botvinnik na rodada final. Este resultado rendeu-lhe o título de Grande Mestre Soviético, o terceiro jogador soviético a deter o título depois de Botvinnik e Grigory Levenfish. Kotov foi campeão em Moscou em 1941. Ele conquistou o título soviético junto com David Bronstein em 1948, e venceu em Veneza em 1950, à frente de Vasily Smyslov.
O primeiro Torneio de Candidatos de 1950 - que determinou quem desafiaria o Campeão do Mundo (na época, Botvinnik) - foi realizado em Budapeste. Kotov marcou 8,5 / 18. Ele havia se classificado para o evento ao terminar em quarto lugar no Torneio Interzonal de Estocolmo em 1948, marcando 11,5 / 19. Ele recebeu o título de Grande Mestre Internacional em 1951 pela Federação Mundial de Xadrez e ocupou cargos na Federação Soviética de Xadrez na época.
O que talvez tenha sido o melhor resultado de Kotov veio na Saltsjöbaden Interzonal de 1952, que venceu com um placar de 16,5 / 20, três pontos claros à frente de Tigran Petrosian e Mark Taimanov em segundo lugar, e sem perder um jogo. No próximo Torneio de Candidatos, em Zurique, ele marcou 14/28 e foi a única pessoa a vencer uma partida contra o vencedor do torneio, Smyslov.
Kotov jogou pela URSS nas Olimpíadas de Xadrez de 1952 e 1954, contribuindo para as vitórias da equipe pela medalha de ouro. Ele foi o segundo conselho de reserva nas duas vezes; em Helsinque 1952 ele marcou 2/3, enquanto em Amsterdã 1954, ele fez 4/6. Depois de 1960, todos os torneios em que competiu aconteceram fora da URSS. Eles incluíram um primeiro lugar compartilhado com Svetozar Gligorić em Hastings em 1962, meio ponto à frente de Smyslov. Kotov jogou em poucos torneios em seus últimos anos.

## Escritos
Kotov frequentemente elogiava o sistema soviético em seus livros. Por exemplo, o livro de 1958 The Soviet School of Chess (co-escrito com Mikhail Yudovich) afirmou que "A ascensão da escola soviética ao topo do xadrez mundial é um resultado lógico do desenvolvimento cultural socialista". Na época, declarações como essa eram tão polêmicas que os editores ocidentais se sentiram compelidos a incluir isenções de responsabilidade nas traduções de seus livros para os mercados de língua inglesa. A versão de bolso de 1961 da Dover Publications de The Soviet School of Chess foi distribuída principalmente para os países ocidentais e incluía uma introdução que dizia, em parte:
Literatura deste tipo, embora útil em nossa compreensão final do jogo, é muitas vezes crivada de distorções. Os editores desta edição de Dover estão muito preocupados que os leitores estejam cientes das técnicas de propaganda empregadas, até mesmo na história do xadrez, pela União Soviética.
Kotov foi até descrito como um agente da KGB por Fedir Bohatyrchuk, em seu livro de 1978, My Way to General Vlasov.
Apesar das incursões de Kotov no campo político, seus livros foram perspicazes e informativos e foram escritos em um estilo agradável. Ele costumava expor seus argumentos citando histórias de primeira mão de incidentes envolvendo grandes mestres famosos, a maioria dos quais ele conhecia pessoalmente. Além disso, ele não hesitou em ser autodepreciativo se pudesse fazer uma observação mais vívida. Pense como um Grande Mestre ilustra várias situações em que seus oponentes levaram a melhor; em um caso, seu erro catastrófico converteu uma certa vitória em uma perda instantânea. Esses relatos pessoais divertidos e esclarecedores ajudaram a garantir que seus livros continuassem populares entre jogadores de xadrez de nacionalidades e qualidades de jogo muito variadas.
Kotov era um grande admirador do campeão mundial Alexander Alekhine e escreveu uma série abrangente de livros biográficos em dois volumes sobre sua vida e carreira intitulada Shakhmatnoe Nasledie AA Alekhina, que foram publicados entre 1953 e 1958 e traduzidos para o tcheco, alemão, sérvio e espanhol. O trabalho contribuiu significativamente para a reabilitação de Alekhine na União Soviética.
Sua trilogia de livros Pense como um Grande Mestre, Jogue como um Grande Mestre e Treine como um Grande Mestre são os mais conhecidos, com Pense como um Grande Mestre, sendo particularmente famoso no ocidente. O livro não se preocupa em aconselhar onde as peças devem ser colocadas no tabuleiro, ou motivos táticos, mas sim com o método de pensamento que deve ser empregado durante o jogo. O conselho de Kotov para identificar movimentos candidatos e examiná-los metodicamente para construir uma "árvore de análise" permanece bem conhecido hoje.
Kotov contribuiu para a série Iugoslavo Encyclopedia of Chess Openings (ECO), que começou em 1974, e para a série de livros de jogos Chess Informant como analista.

## Estilo de jogo
Kotov desenvolveu um estilo afiado, definitivamente não tinha medo de complicações no tabuleiro de xadrez e entrou nelas de boa vontade até mesmo contra o maior dos oponentes. Ele favoreceu as aberturas fechadas com as brancas, e teve muito sucesso com a Defesa da Sicília como as peças negras.

## "Síndrome de Kotov"
No livro de Kotov de 1971, Pense como um Grande Mestre, ele descreveu uma situação em que um jogador pensa muito por um longo tempo em uma posição complicada, mas não encontra um caminho claro, então, correndo com pouco tempo, rapidamente faz um movimento ruim, muitas vezes uma asneira.

## Jogos de xadrez notáveis
- Alexander Kotov vs Alexander Tolush, Leningrad Championship 1938, Neo-Grunfeld Defence (D76), 1–0 Tolush era um atacante perigoso, mas ele é o único subjugado aqui.
- Alexander Kotov vs Tigran Petrosian, USSR Championship, Moscow 1949, Queen's Gambit, Exchange Variation (D36), 1–0 Petrosian, mais tarde Campeão Mundial, perde um jogo que nunca esqueceria, caindo em uma armadilha inicial e renunciando em apenas 13 movimentos.
- Alexander Kotov vs Paul Keres, Budapest Candidates Tournament 1950, Nimzo-Indian Defence, Saemisch Variation (E24), 1–0 Kotov estava perto do auge de sua forma e causou a Keres uma perda cara.
- Yuri Averbakh vs Alexander Kotov, Zurich Candidates Tournament 1953, Old Indian Defence (A55), 0–1 O jogo mais famoso de Kotov é um dos maiores de todos os tempos do xadrez de sacrifício, com as pretas desistindo de sua rainha por pressão de longo prazo que eventualmente leva a um acabamento de acasalamento. Este jogo ganhou o 1º Prêmio Brilliancy (Russo: Prêmio Beleza, no livro do torneio de Bronstein) em Zurique, amplamente considerado como um dos maiores torneios de xadrez já realizados.